# Касю-Мару
Касю-Мару (Kashu Maru) — транспортне судно, яке під час Другої світової війни взяло участь у операціях японських збройних сил на Філіппінах та в архіпелазі Бісмарка.

## Передвоєнна історія
Касю-Мару спорудили в 1919 році на верфі Asano Shipbuilding в Цурумі для компанії Kokusai Kisen. У 1928-му новим власником стала компанія Fukuyo Kisen.
26 жовтня 1941 судно реквізували для потреб Імперської армії Японії.

## Вторгнення на Філіппіни
17 грудня 1941-го Касю-Мару та ще 22 судна вийшли з Кіруна (наразі Цзілун на Тайвані) та попрямували до затоки Лінгаєн на острові Лусон. Вони становили третій ешелон сил вторгнення на Філіппіни (всього до цієї операції залучили 76 транспортів). Вночі 22 грудня почалась висадка доправлених військ у затоці Лінгайєн.

## Рейси до Рабаулу
13 грудня 1942-го судно вийшло з японського порту Саєкі у складі конвою «H» — одного з багатьох, проведення яких здійснювалось в межах операції «Військові перевезення №8» (No. 8 Military Movement, 8-Go Enshu Yuso). Метою цих транспортних перевезень було постачання головної передової бази в Рабаулі (острів Нова Британія в архіпелазі Бісмарка), з якої провадились операції на Соломонових островах та сході Нової Гвінеї.
16 вересня 1943-го Касю-Мару рушило у ще один рейс до Рабаулу. Спершу у складі конвою O-608 воно перейшло з Саєкі до Палау (важливий транспортний хаб на заході Каролінських островів), куди прибуло 27 вересня. 3 жовтня судно рушило далі разом із іншим конвоєм. Уночі 8 жовтня менш ніж за дві сотні кілометрів на північ від острова Манус (острови Адміралтейства) конвой атакував підводний човен Guardfish. Дві із трьох торпед поцілили Касю-Мару, яке затонуло протягом 17 хвилин. Загинув один член екіпажу.